# Haladás VSE (futsal)
A Haladás VSE egy magyar futsalklub Szombathelyről, amely a magyar futsalbajnokság első osztályában szerepel. A csapat 2010-ben  alakult meg.

## Történelem
A csapat 2010-2011-es szezonban mutatkozott be a bajnokságban , akkor még Admirál-Haladás VSE néven indult a csapat és rögtön megnyerte az NB2 nyugati csoportját. A második NB1-es szezonban a Magyar Kupában bejutottak a sorozat fináléjába, de ott a Győr jobbnak bizonyult. Az első érmet a 2014-15-ös szezonban szerezte a csapat, amikor a bajnokságban a 3.helyet érte el. Legnagyobb sikerét a 2017-18-as szezonban érte el, miután megnyerte a magyar futsalkupát. A döntőben a csömöri Rubeola FC-t verték meg 7-1-re. A 2019-20-as szezonban ismét sikerült a bravúr a kupában, miután a 4-2 arányban megverték az MVFC Berettyóújfalu csapatát. A 2020–2021-es idény végén első bajnoki címét is megszerezte a Haladás, a döntőben a Berettyóújfalút legyőzve. A 2021–2022-es szezonban a csapat mindhárom selejtezőmérkőzését megnyerve bejutott a Bajnokok Ligája főtáblájára.
A 2022–2023-as, valamint a 2024-2024-ös szezonban a csapat kiesett a csoportmérkőzések után a Bajnokok Ligájából. 
Legnagyobb nemzetközi sikerét  a 2023-2024-es Bajnokok Ligájában érte el, a csoportkörből való továbbjutás után a legjobb 16 csapat között esett ki. 

## Csapat 2025/26

### Játékosok[6]
| #  | Ország | Név                      |
| -- | ------ | ------------------------ |
| 1  | HUN    | Gyimesi Máté Ármin (K)   |
| 2  | HUN    | Bognár Botond (K)        |
| 5  | HUN    | Rosner Gergő             |
| 7  | HUN    | Mézer Viktor Róbert      |
| 8  | HUN    | Kárász Noel Ferenc       |
| 10 | HUN    | Nagy Barnabás            |
| 11 | HUN    | Nagy Bálint              |
| 13 | HUN    | Vincze Bálint Attila     |
| 15 | HUN    | Novák Dániel             |
| 17 | HUN    | Körmendy Gábor Ferenc    |
| 20 | HUN    | Ötvös Barnabás           |
| 24 | HUN    | Sodics Ádám Bendegúz     |
| 25 | HUN    | Horváth Mátyás Levente   |
| 55 | HUN    | Homlok Levente Zsolt (K) |
| 77 | HUN    | Dobos Dávid              |

### Szakmai stáb[7]
| Kinevezés              | Ország | Név                    |
| ---------------------- | ------ | ---------------------- |
| Elnök                  | HUN    | Homlok Zsolt           |
| Vezetőedző             | HUN    | Sziffer András         |
| Szakágvezető           | HUN    | Pálmay Tamás           |
| Klubmenedzser          | HUN    | Szántó Erzsébet        |
| Sportigazgató          | HUN    | Bokor Zsolt            |
| Technikai vezető       | HUN    | Dobány Patrick Philipp |
| Masszőr                | HUN    | Jakab Ferenc           |
| Kit menedzser          | HUN    | Vörös Attila           |
| Nemzetközi koordinátor | HUN    | Pálmay Tamara          |

## Eredmények

### Nemzeti
- Futsal NB I.
  -  Aranyérmes (4): 2020/2021, 2021/2022, 2022/2023, 2023/2024
  -  Ezüstérmes (1): 2018/2019
  -  Bronzérmes (3): 2014/2015, 2015/2016, 2017/2018

- Futsalkupa
  -  Győztes (5): 2018, 2020, 2022, 2023, 2024
  -  Döntős (2): 2013, 2017

### Helyezések a bajnokságban
| 2010/2011 | Férfi Futsal NB II. Nyugati csoport | 1. |                          |    |
| 2011/2012 | Férfi Futsal NB I.                  | 7. |                          |    |
| 2012/2013 | Férfi Futsal NB I.                  | 6. |                          |    |
| 2013/2014 | Férfi Futsal NB I.                  | 8. |                          |    |
| 2014/2015 | Férfi Futsal NB I.                  | 3. |                          |    |
| 2015/2016 | Férfi Futsal NB I.                  | 3. |                          |    |
| 2016/2017 | Férfi Futsal NB I.                  | 6. |                          |    |
| 2017/2018 | Férfi Futsal NB I.                  | 3. | Férfi Futsal Magyar Kupa | 1. |
| 2018/2019 | Férfi Futsal NB I.                  | 2. |                          |    |
| 2019/2020 | Férfi Futsal NB I.                  | -  | Férfi Futsal Magyar Kupa | 1. |
| 2020/2021 | Férfi Futsal NB I.                  | 1. |                          |    |
| 2021/2022 | Férfi Futsal NB I.                  | 1. | Férfi Futsal Magyar Kupa | 1. |
| 2022/2023 | Férfi Futsal NB I.                  | 1. | Férfi Futsal Magyar Kupa | 1. |
| 2023/2024 | Férfi Futsal NB I.                  | 1. | Férfi Futsal Magyar Kupa | 1. |
| 2024/2025 | Férfi Futsal NB I.                  | 5. |                          |    |